# Luke Winters
Luke Winters (* 2. April 1997 in Gresham, Oregon) ist ein US-amerikanischer Skirennläufer. Er ist auf die technischen Disziplinen Slalom und Riesenslalom spezialisiert.

## Biografie
Winters stammt aus Gresham im Bundesstaat Oregon, er hat einen Zwillingsbruder und zwei Schwestern. Im Alter von 16 Jahren begann er im Dezember 2013 an FIS-Rennen teilzunehmen, wobei er gleich bei seinem ersten Antreten aufs Podest fuhr. Der erste Sieg auf dieser Stufe folgte im Januar 2014, in einer Abfahrt. Am 10. Dezember 2014 startete er erstmals im Nor-Am Cup. Mit der Zeit entfernte er sich allmählich weg von den schnellen Disziplinen hin zu Slalom und Riesenslalom. Ende März 2017 gewann er die US-amerikanische Slalom-Meisterschaften der Junioren. Der erste Podestplatz im Nor-Am Cup folgte am 15. Dezember 2017 im Slalom von Panorama. Zweieinhalb Monate später gewann er bei den Juniorenweltmeisterschaften 2018 in Davos die Bronzemedaille im Super-G, hinter Marco Odermatt und River Radamus. Der erste Sieg im Nor-Am Cup folgte am 16. Februar 2018, als er den Slalom in Stowe für sich entschied.
In der Saison 2018/19 des Nor-Am Cups errang Winters fünf Podestplätze, darunter zwei Siege, was für den zweiten Platz in der Slalom- und den fünften Platz in der Gesamtwertung reichte. Sein Debüt im Weltcup hatte er am 18. November 2018 im Slalom von Levi, wo er im ersten Lauf ausschied. Zum Saisonabschluss gewann er Ende März 2019 den US-amerikanischen Slalom-Meistertitel. Seine ersten Weltcuppunkte gewann Winters am 15. Dezember 2019 mit Platz 19 im Slalom von Val-d’Isère, nachdem er im ersten Lauf überraschend noch auf Platz zwei gelegen hatte. Der Vorstoß an die Weltspitze gelang ihm während der Saison 2021/22, als er dreimal unter die besten zehn fuhr.

## Erfolge

### Weltmeisterschaft
- Courchevel/Méribel 2023: 1. Mannschaftswettbewerb, 29. Parallelrennen, 30. Slalom

### Weltcup
- 3 Platzierungen unter den besten zehn

### Weltcupwertungen
| Saison  | Gesamt | Gesamt | Slalom | Slalom |
| Saison  | Platz  | Punkte | Platz  | Punkte |
| ------- | ------ | ------ | ------ | ------ |
| 2019/20 | 127.   | 20     | 49.    | 20     |
| 2020/21 | 116.   | 20     | 39.    | 20     |
| 2021/22 | 62.    | 129    | 23.    | 129    |
| 2022/23 | 93.    | 53     | 31.    | 53     |

### Nor-Am Cup
- Saison 2017/18: 3. Slalomwertung, 7. Kombinationswertung
- Saison 2018/19: 5. Gesamtwertung, 2. Slalomwertung, 4. Kombinationswertung
- 9 Podestplätze, darunter 4 Siege:

| Datum             | Ort             | Land | Disziplin   |
| ----------------- | --------------- | ---- | ----------- |
| 16. Februar 2018  | Stowe           | USA  | Slalom      |
| 5. Februar 2019   | Sun Valley      | USA  | Slalom      |
| 21. März 2019     | Sugarloaf       | USA  | Kombination |
| 23. November 2021 | Copper Mountain | USA  | Slalom      |

### Juniorenweltmeisterschaften
- Davos 2018: 3. Super-G, 9. Abfahrt, 22. Kombination

### Weitere Erfolge
- 1 US-amerikanischer Meistertitel (Slalom 2019)
- 1 US-amerikanischer Juniorenmeistertitel (Slalom 2017)
- 2 Siege in FIS-Rennen